# Huaycán de Pariachi
Huaycán de Pariachi (Zona Arqueológica Monumental Huaycán de Pariachi) è un sito archeologico che si trova in Perù presso Huaycán, Distretto di Ate, Lima. Si trova a sud del fiume Rimac.
Faceva parte della cultura Ichma e dell'Impero Inca.

## Descrizione
Prima della conquista spagnola, Huaycán de Pariachi era uno dei principali centri amministrativi della media valle del Rímac. Durante il Periodo intermedio recente (900 - 1450 d.C.) gli Ichma rappresentarono una presenza locale molto importante, che durò fino all'Orizzonte tardo (1450 - 1532 d.C.), quando gli Inca arrivarono sulla costa centrale e li assimilarono ad essi.

## Restauro e indagini
Non vi sono state indagini approfondite sul sito, tuttavia questo è stato visitato da numerosi archeologi, incluso Julio César Tello negli anni '40. Arturo Jiménez Borja ha eseguito lavori di restauro e conservazione negli anni '70. Le esplorazioni archeologiche richieste dalla città di Huaycán prima dell'INC nel 1985 hanno contribuito a delimitare la sua area immateriale. Nel 2015 è stato realizzato il Progetto di Ricerca Archeologica del Ministero della Cultura del Perù.

## Galleria d'immagini

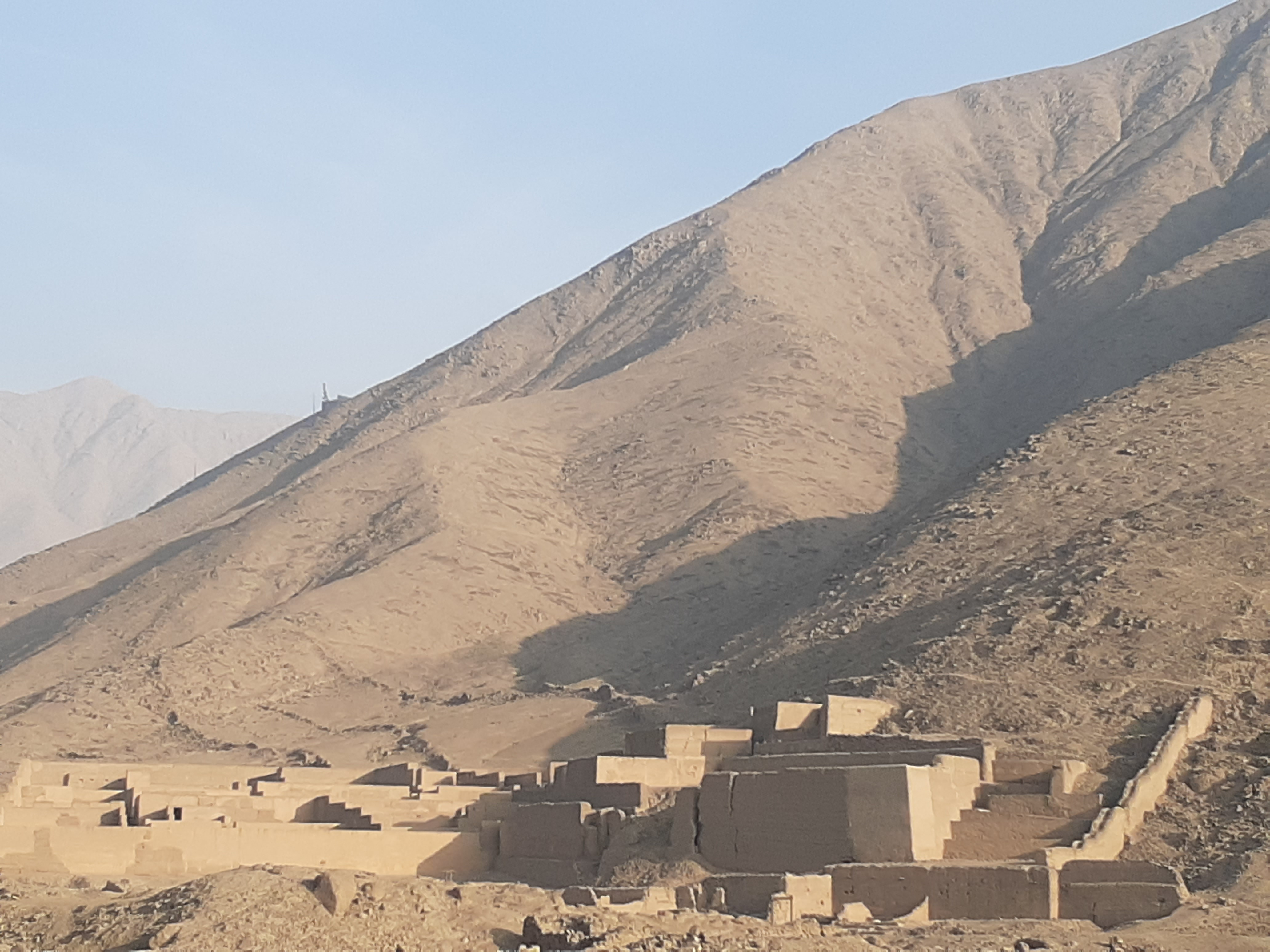
Huaycán de Pariachi
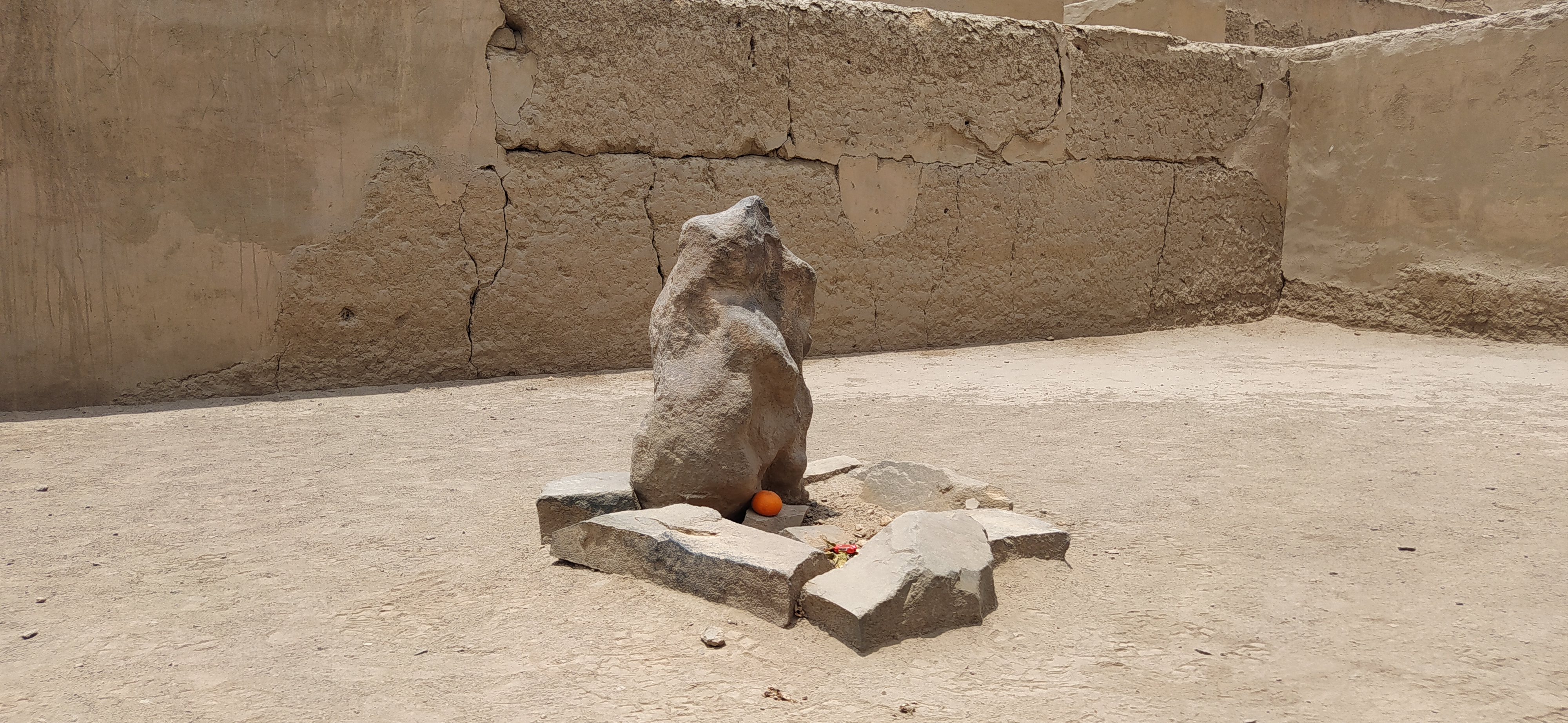
Huaycán de Pariachi
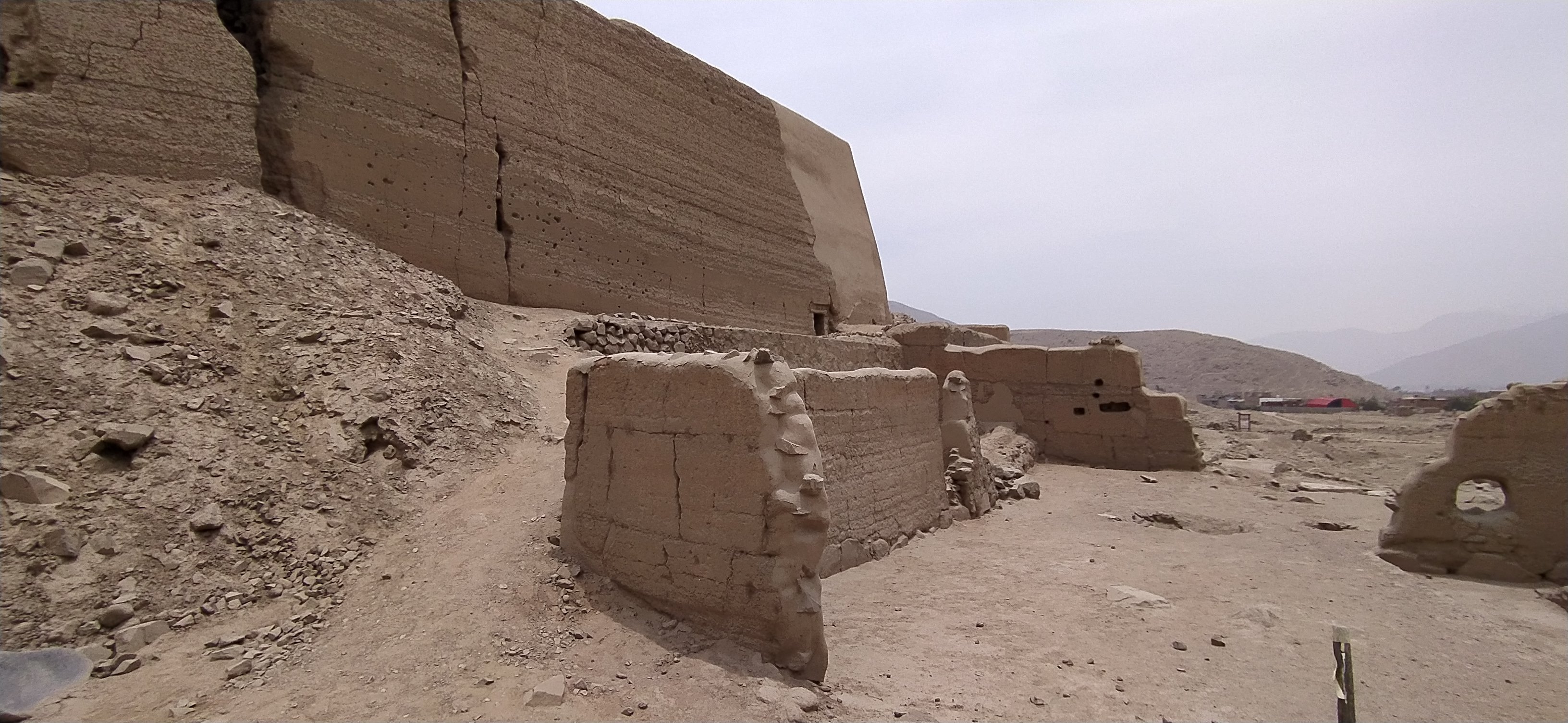
Huaycán de Pariachi